# PC 1715

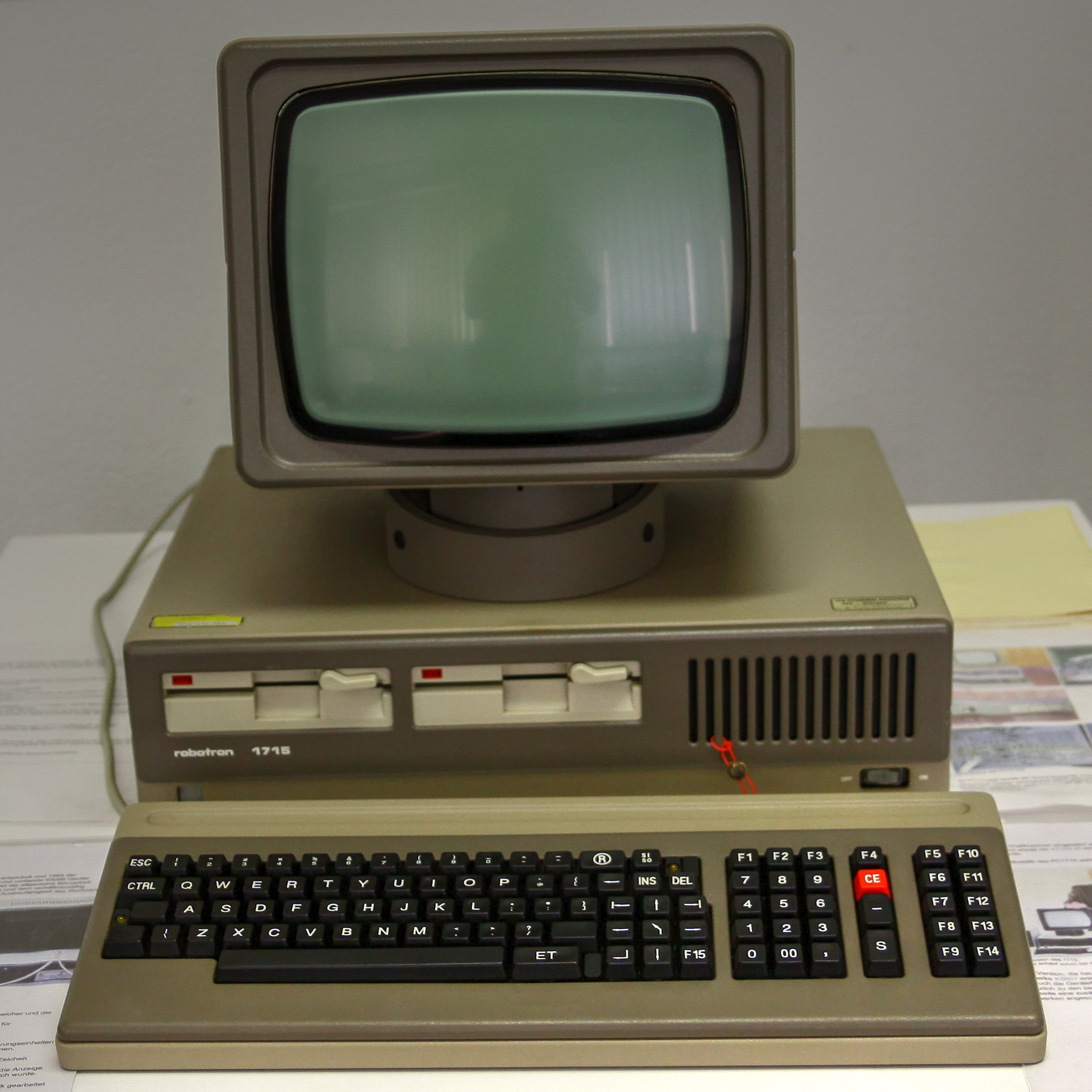
PC robotron 1715

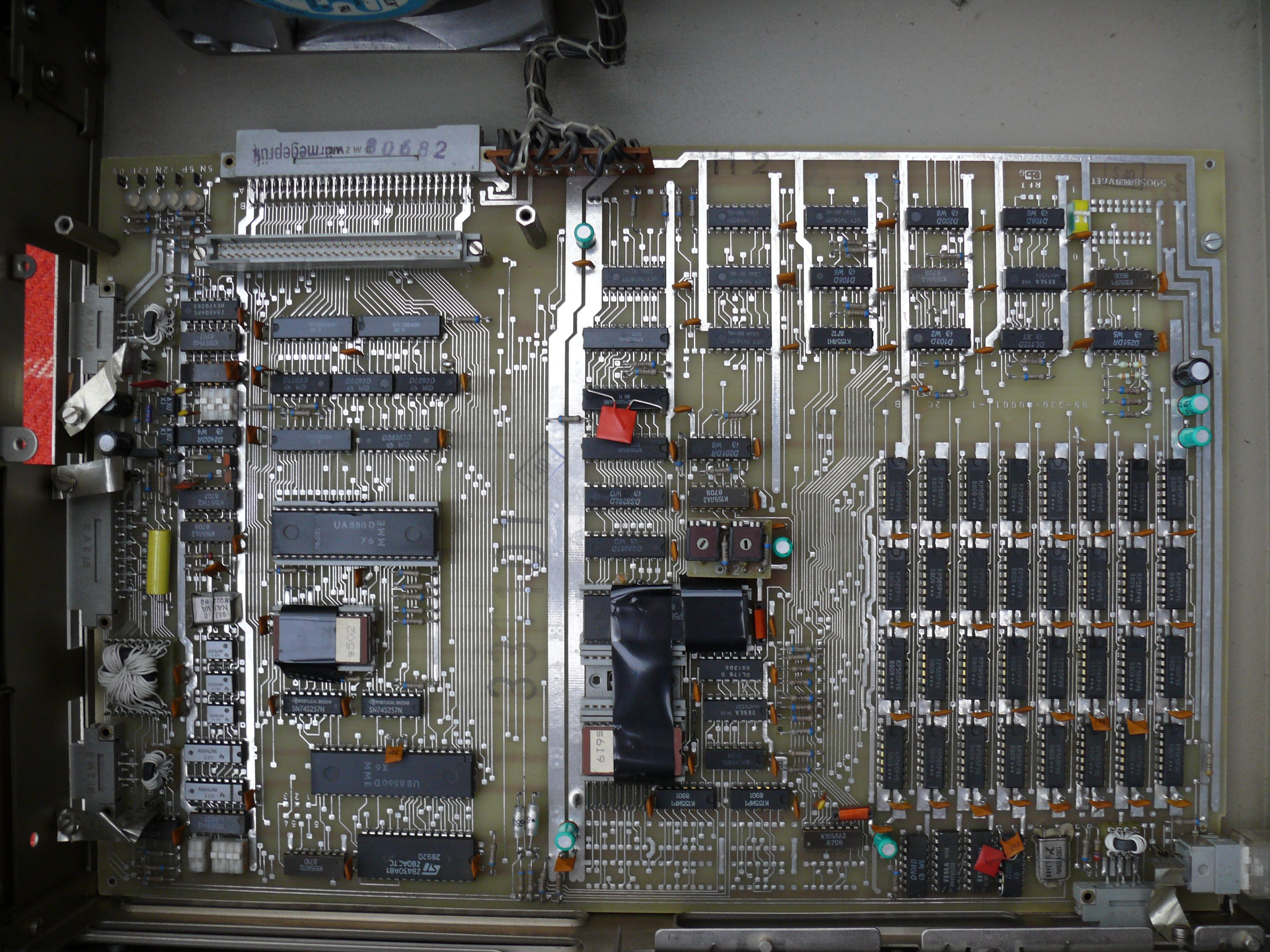
Mainboard eines robotron 1715

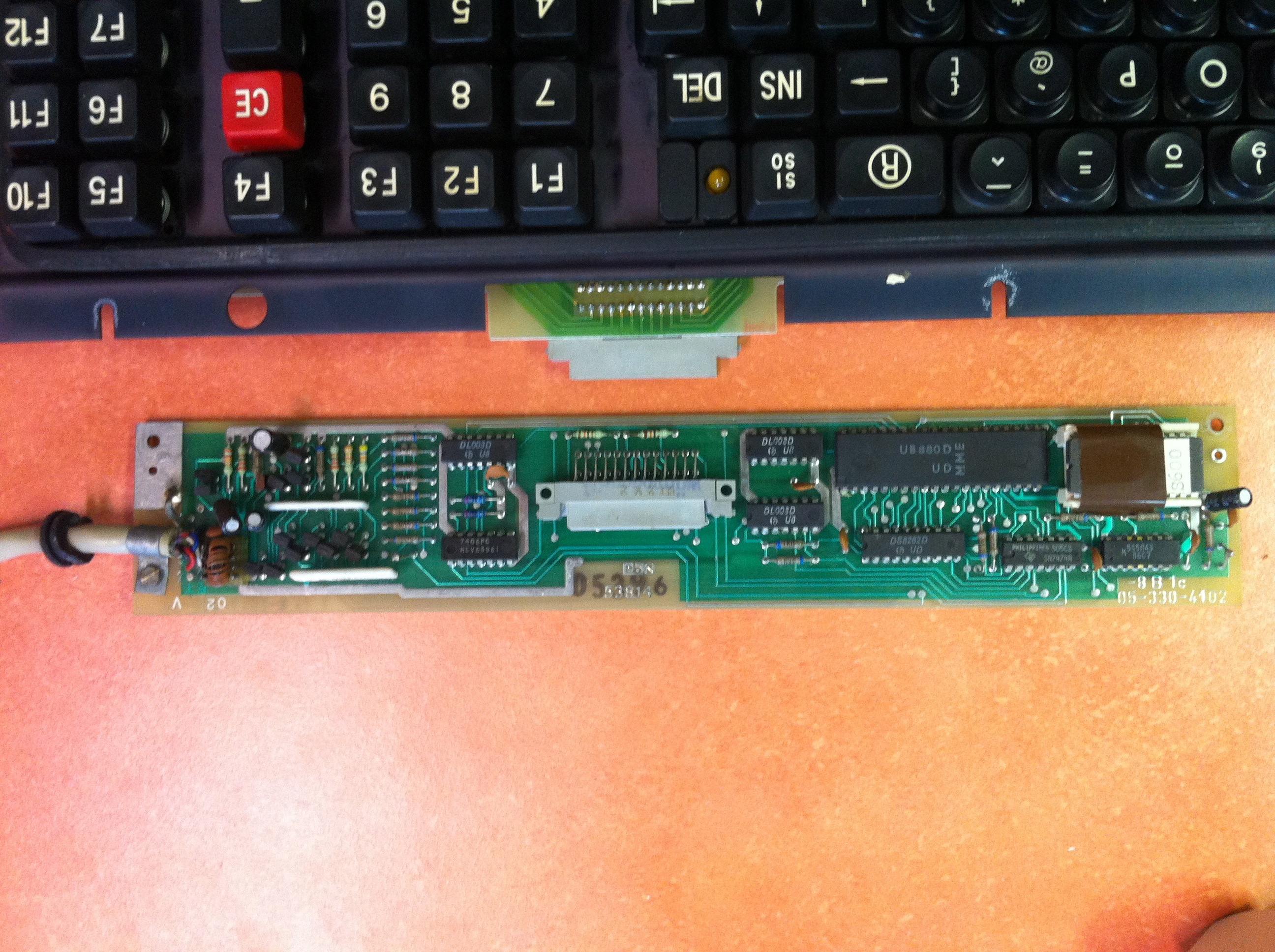
Tastaturcontroller

Jugendlicher am PC 1715 auf einer DDR-Briefmarke von 1987 zur MMM

Der PC 1715 oder robotron 1715 wurde nach seiner Einführung im Jahr 1985 der Standardcomputer der DDR in den 1980er-Jahren. Darüber hinaus wurde er unter der SKR-Chiffre СМ 1904 in die UdSSR und andere RGW-Staaten exportiert.
Dem PC 1715 diente ein U880-Chip mit 2,5 MHz als Prozessor, der baugleich mit dem Prozessor Zilog Z80 war. (Ein weiterer U880 fand sich in der zugehörigen Tastatur als deren Controller.) Die weitere Ausstattung umfasste 64 KB RAM, 2 KB ROM sowie zwei Diskettenlaufwerke für Disketten zu je 5,25 Zoll mit anfangs jeweils 160 KB und bei späteren Geräten – abhängig vom Betriebssystem – bis je 800 KB Speicherkapazität.
Der PC 1715 ist ein Desktop-PC, dessen Gehäuse 50 cm breit, 40 cm tief und 14 cm hoch ist. Gehäuse, Monitor und Tastatur wiegen zusammen 12,8 kg. Die separate Tastatur besteht aus 98 Tasten gemäß der international standardisierten QWERTY-Tastaturbelegung mit einem zusätzlichen Ziffernblock sowie 15 Funktionstasten. Zur visuellen Darstellung dient ein Grünmonitor mit den Auflösungen 64×16 oder 80×24 Zeichen. Es gibt keine Rastergrafik. Der Rechner hat keine Festplatte, dafür jedoch zwei eingebaute Diskettenlaufwerke, die um zwei externe Diskettenlaufwerke erweitert werden konnten. In der Praxis verwenden die Benutzer ein Laufwerk für die Software und das zweite zur Speicherung der Daten. Als Software lieferte der Hersteller eine auf die Hardware angepasste Version des Betriebssystems CP/M unter dem Namen SCP. Alternative Betriebssysteme waren BROS und JAMB zur Kompatibilität mit einem russischen Rechnersystem. Als Textverarbeitung lieferte Robotron TP, ein Duplikat von WordStar. Für die Anwenderprogrammierung standen die Programmiersprachen BASIC, Pascal, Assembler und Fortran sowie das Datenbanksystem Redabas (eine dBASE-II-Kopie) zur Verfügung.
Als Nachfolgemodell des A 5120 war der robotron 1715 anwenderprogrammseitig softwarekompatibel zu seinem Vorgänger. Der Hersteller VEB Robotron Büromaschinenwerk „Ernst Thälmann“ Sömmerda lieferte ab 1987 den Nachfolger PC 1715W mit höherer Taktfrequenz (4 MHz), 256 KB RAM und der Version 3.0 des Betriebssystems SCP aus. Der Computer konnte nicht im Einzelhandel, sondern nur von staatlichen Betrieben und Behörden sowie von Hoch- und Fachschulen erworben werden. Bei der Verrechnung veranschlagte der Produzent anfänglich 19.000 Mark. Vom PC 1715 und PC 1715W wurden bis 1990 93.096 Exemplare hergestellt, von denen circa 50.000 Stück in die Sowjetunion exportiert wurden.